# بيتر ديكنسون
بيتر ديكنسون (بالإنجليزية: Peter Dickinson)‏‏ (16 ديسمبر 1927 في ليفينغستون - 16 ديسمبر 2015 في ونشستر) كاتب، وروائي، وشاعر، وكاتب خيال علمي، وكاتب للأطفال من زامبيا.

## الجوائز
- نيشان الامبراطورية البريطانية من رتبة ضابط
- Guardian Children's Fiction Prize [الإنجليزية]‏
- Carnegie Medal for Writing [الإنجليزية]‏
- Carnegie Medal for Writing [الإنجليزية]‏
- جائزة فينكس [الإنجليزية]‏
- جائزة فينكس [الإنجليزية]‏
- زميل في الجمعية الملكية للأدب

## روابط خارجية
- بيتر ديكنسون على موقع IMDb (الإنجليزية)
- بيتر ديكنسون على موقع قاعدة بيانات الفيلم (الإنجليزية)